# Rosemarie Mosbæk
Rosemarie Mosbæk (* 25. Oktober 1996 in Kopenhagen) ist eine dänische Schauspielerin.

## Leben und Karriere
Rosemarie Mosbæk wurde am 25. Oktober 1996 in Kopenhagen geboren. Ihr Debüt gab sie 2017 in dem Kurzfilm Renard Rouge. 2019 spielte sie in dem Kurzfilm Clay mit. Ihre erste Hauptrolle bekam Mosbæk in der Fernsehserie Doggystyle. Unter anderem trat sie 2020 in der Serie Dan Sommerdahl – Tödliche Idylle auf. Im selben Jahr war Mosbæk in Grænseland zu sehen. 2022 wurde sie für die Serie Fartblinda gecastet.

## Filmografie
Filme
- 2017: Renard Rouge
- 2018: Næste Stop
- 2019: Clay
- 2021: Centervagt
- 2021: Venuseffekten

Serien
- 2018–2022: Doggystyle
- 2018: Perfekte Steder
- 2020: Dan Sommerdahl – Tödliche Idylle (Sommerdahl)
- 2020: Grænseland
- 2022: Fartblinda